# Campeonato Brasileiro de Futebol de Areia
O Campeonato Brasileiro de Futebol de Areia é a principal competição brasileira de futebol de areia, disputada anualmente entre vários estados do Brasil. É organizada pela Confederação Brasileira de Beach Soccer.

## Campeões
| Edição | Ano           | Sede                       | Campeão             | Vice-campeão      | Terceiro lugar      | Quarto lugar        |
| ------ | ------------- | -------------------------- | ------------------- | ----------------- | ------------------- | ------------------- |
| 1ª     | 1997 Detalhes | São Paulo (SP)             | Rio de Janeiro      | Rio Grande do Sul | São Paulo           | Bahia               |
| 2ª     | 1998 Detalhes | Guarapari (ES)             | Rio de Janeiro      | Espírito Santo    | São Paulo           | Pernambuco          |
| 3ª     | 1999 Detalhes | Serra (ES)                 | São Paulo           | Espírito Santo    | Rio de Janeiro      | Pernambuco          |
| 4ª     | 2000 Detalhes | Serra (ES)                 | Espírito Santo      | São Paulo         | Rio de Janeiro      | Pernambuco          |
| 5ª     | 2000 Detalhes | Fortaleza (CE)             | São Paulo           | Espírito Santo    | Rio Grande do Norte | Rio de Janeiro      |
| 6ª     | 2001 Detalhes | Aracaju (SE)               | Espírito Santo      | Sergipe           | Paraíba             | Rio Grande do Norte |
| 7ª     | 2002 Detalhes | Vitória (ES)               | São Paulo           | Espírito Santo    | Pernambuco          | Minas Gerais        |
| 8ª     | 2003 Detalhes | São Bernardo do Campo (SP) | São Paulo           | Rio de Janeiro    | Maranhão            | Espírito Santo      |
| 9ª     | 2004 Detalhes | Vitória (ES)               | São Paulo           | Maranhão          | Espírito Santo      | Rio de Janeiro      |
| 10ª    | 2005 Detalhes | Santos (SP)                | São Paulo           | Rio de Janeiro    | Espírito Santo      | Maranhão            |
|        | 2006          | Não realizado              | Não realizado       | Não realizado     | Não realizado       | Não realizado       |
| 11ª    | 2007 Detalhes | Vitória (ES)               | Rio Grande do Norte | Paraíba           | Espírito Santo      | Rio de Janeiro      |
| 12ª    | 2008 Detalhes | São Luís (MA)              | Maranhão            | Bahia             | Rio Grande do Norte | Espírito Santo      |
| 13ª    | 2009 Detalhes | Serra (ES)                 | Rio de Janeiro      | Bahia             | São Paulo           | Espírito Santo      |
| 14ª    | 2010 Detalhes | São Paulo (SP)             | Espírito Santo      | São Paulo         | Rio Grande do Norte | Maranhão            |
|        | 2011          | Não realizado              | Não realizado       | Não realizado     | Não realizado       | Não realizado       |
| 15ª    | 2012 Detalhes | Salvador (BA)              | Maranhão            | Bahia             | Alagoas             | Rio de Janeiro      |

## Títulos por equipe
| Estado              | Títulos                                | Vice                       |
| ------------------- | -------------------------------------- | -------------------------- |
| São Paulo           | 6 (1999, 2000, 2002, 2003, 2004, 2005) | 2 (2000, 2010)             |
| Espírito Santo      | 3 (2000, 2001, 2010)                   | 4 (1998, 1999, 2000, 2002) |
| Rio de Janeiro      | 3 (1997, 1998, 2009)                   | 2 (2003, 2005)             |
| Maranhão            | 2 (2008, 2012)                         | 1 (2004)                   |
| Rio Grande do Norte | 1 (2007)                               | 0                          |
| Bahia               | 0                                      | 3 (2008, 2009, 2012)       |
| Paraíba             | 0                                      | 1 (2007)                   |
| Rio Grande do Sul   | 0                                      | 1 (1997)                   |
| Sergipe             | 0                                      | 1 (2001)                   |

## Curiosidades
- Na oitava edição do Campeonato Brasileiro de Futebol de Areia, em 2003, o português Madjer tornou-se o primeiro estrangeiro a participar da competição, defendendo a equipe de Pernambuco[7]. Na edição de 2008, ele atuou pela seleção do Rio de Janeiro[8].

- Em 2001 a Seleção de Sergipe foi a primeira seleção do Nordeste a disputar um final de campeonato, perdendo para o Espírito Santo.